# Dove sei?
Dove sei? è un singolo dei cantanti italiani Alfa e Yanomi, pubblicato l'8 marzo 2018 con doppia etichetta Artist First e Wanderlust Society come secondo estratto dal primo album in studio Before Wanderlust.

## Descrizione
Il brano, scritto dallo stesso Alfa, è prodotto da Yanomi.

## Video musicale
Il video musicale, diretto da Guido Bregante, è stato pubblicato in concomitanza all'uscita del brano attraverso il canale YouTube di Alfa.

## Tracce
Testi di Andrea De Filippi, musiche di Andrea De Filippi e Lorenzo Milano.
1. Dove sei? – 4:17